# آيناجي
آيناجي (بالإنجليزية: Ainaži)‏ هي منطقة سكنية تقع في لاتفيا في بلدية سالاكريفا.[بحاجة لمصدر] يقدر عدد سكانها بـ 994 نسمة ومساحتها 5 كم2 .

## المناخ
يظهر الجدول التالي التغييرات المناخية على مدار السنة لآيناجي:
| البيانات المناخية لـآيناجي         | البيانات المناخية لـآيناجي | البيانات المناخية لـآيناجي | البيانات المناخية لـآيناجي | البيانات المناخية لـآيناجي | البيانات المناخية لـآيناجي | البيانات المناخية لـآيناجي | البيانات المناخية لـآيناجي | البيانات المناخية لـآيناجي | البيانات المناخية لـآيناجي | البيانات المناخية لـآيناجي | البيانات المناخية لـآيناجي | البيانات المناخية لـآيناجي | البيانات المناخية لـآيناجي |
| الشهر                              | يناير                      | فبراير                     | مارس                       | أبريل                      | مايو                       | يونيو                      | يوليو                      | أغسطس                      | سبتمبر                     | أكتوبر                     | نوفمبر                     | ديسمبر                     | المعدل السنوي              |
| ---------------------------------- | -------------------------- | -------------------------- | -------------------------- | -------------------------- | -------------------------- | -------------------------- | -------------------------- | -------------------------- | -------------------------- | -------------------------- | -------------------------- | -------------------------- | -------------------------- |
| الدرجة القصوى °م (°ف)              | 7.3 (45.1)                 | 10.8 (51.4)                | 17.5 (63.5)                | 23.0 (73.4)                | 29.5 (85.1)                | 32.4 (90.3)                | 31.0 (87.8)                | 30.8 (87.4)                | 30.0 (86.0)                | 22.0 (71.6)                | 15.4 (59.7)                | 9.0 (48.2)                 | 32.4 (90.3)                |
| متوسط درجة الحرارة الكبرى °م (°ف)  | −2.3 (27.9)                | −2.0 (28.4)                | 1.9 (35.4)                 | 8.1 (46.6)                 | 15.1 (59.2)                | 19.0 (66.2)                | 20.5 (68.9)                | 19.7 (67.5)                | 15.4 (59.7)                | 10.2 (50.4)                | 4.6 (40.3)                 | 0.3 (32.5)                 | 9.2 (48.6)                 |
| المتوسط اليومي °م (°ف)             | −5.2 (22.6)                | −5.0 (23.0)                | −1.6 (29.1)                | 3.9 (39.0)                 | 10.2 (50.4)                | 14.5 (58.1)                | 16.5 (61.7)                | 15.9 (60.6)                | 11.8 (53.2)                | 7.3 (45.1)                 | 2.2 (36.0)                 | −2.2 (28.0)                | 5.7 (42.3)                 |
| متوسط درجة الحرارة الصغرى °م (°ف)  | −8.3 (17.1)                | −8.3 (17.1)                | −5.0 (23.0)                | 0.3 (32.5)                 | 5.5 (41.9)                 | 9.8 (49.6)                 | 12.3 (54.1)                | 11.8 (53.2)                | 8.2 (46.8)                 | 4.4 (39.9)                 | −0.1 (31.8)                | −5.2 (22.6)                | 2.1 (35.8)                 |
| أدنى درجة حرارة °م (°ف)            | −35.1 (−31.2)              | −33.4 (−28.1)              | −28.3 (−18.9)              | −15.3 (4.5)                | −4.7 (23.5)                | −1.3 (29.7)                | 2.7 (36.9)                 | 0.2 (32.4)                 | −4.6 (23.7)                | −9.6 (14.7)                | −18.7 (−1.7)               | −37.1 (−34.8)              | −37.1 (−34.8)              |
| الهطول مم (إنش)                    | 37 (1.5)                   | 25 (1.0)                   | 30 (1.2)                   | 35 (1.4)                   | 43 (1.7)                   | 54 (2.1)                   | 65 (2.6)                   | 76 (3.0)                   | 80 (3.1)                   | 70 (2.8)                   | 71 (2.8)                   | 55 (2.2)                   | 641 (25.2)                 |
| متوسط أيام هطول الأمطار (≥ 1.0 mm) | 10.0                       | 6.5                        | 8.0                        | 7.2                        | 7.3                        | 8.0                        | 9.1                        | 10.9                       | 12.2                       | 11.5                       | 13.2                       | 13.0                       | 116.9                      |
| المصدر: NOAA                       |                            |                            |                            |                            |                            |                            |                            |                            |                            |                            |                            |                            |                            |